# آنتنیاته
آنتنیاته (به ایتالیایی: Antegnate) یک کومونه در ایتالیا است که در استان برگامو واقع شده‌است. آنتنیاته ۹٫۶ کیلومتر مربع مساحت و ۳٬۲۶۳ نفر جمعیت دارد و ۱۱۲ متر بالاتر از سطح دریا واقع شده‌است.